# Stazione di Pontecchio Marconi
La stazione di Pontecchio Marconi è una fermata ferroviaria posta sulla linea Bologna-Pistoia. Serve la località di Pontecchio Marconi, frazione del comune di Sasso Marconi.

## Storia
Il 28 ottobre 1927 venne attivato l'esercizio a trazione elettrica a corrente alternata trifase; la linea venne convertita alla corrente continua il 13 maggio 1935.
La fermata, in origine denominata "Pontecchio", assunse la denominazione di "Pontecchio Marconi" nel 1938.

## Movimento
Il servizio passeggeri è costituito da alcuni treni della linea S1 (Porretta Terme-Bologna Centrale-Pianoro) del servizio ferroviario metropolitano di Bologna; la maggior parte dei treni della linea non effettua fermata a Pontecchio.
I treni sono effettuati da Trenitalia Tper nell'ambito del contratto di servizio stipulato con la regione Emilia-Romagna.
A novembre 2019, la stazione risultava frequentata da un traffico giornaliero medio di circa 54 persone (17 saliti + 37 discesi).

## Servizi
La stazione è classificata da RFI nella categoria bronze.